# 양평수
양평수 이득경(楊平守 李得慶, 1598년 ∼ 1612년)은 조선중기의 왕족으로 덕흥대원군의 증손이며, 종실 익성군 이향령(益城君 李享齡)의 5남이다.

## 생애
조선중기의 왕족으로 본관은 전주, 휘는 득경(得慶)이다. 덕흥대원군의 증손이며, 선조의 백형 하원군의 손자이다. 아버지는 종실 익성군 이향령(益城君 李享齡)이고, 어머니는 양녀(良女) 응례(應禮)이다.
익성군의 5남으로 무술(戊戌) 1598년(선조 31) 탄생하였다. 초수 양평수(楊平守)에 책봉되고, 창선대부(彰善大夫)에 가자되었다.
1612년(광해 4) 대북파가 소북파를 제거하기 위해 일으킨 김직재 옥사(金直哉 獄事, 임자옥사) 때 이복형 진릉군 이태경(晋陵君 李泰慶)을 왕으로 추대하였다는 대북파 이이첨(李爾瞻)의 모함을 받아 이때 온 가족이 연좌되어 정배되고, 이때 양평수는 이산(理山)으로 정배되었다. 1612년(광해 4) 향년 15세에 별세하였다.
1864년(고종 1) 7월 11일 관작이 회복되고, 임자옥사(壬子獄事)의 피화로 후사가 없어 1872년(고종 9) 12월 초2일 선조의 12남 인흥군 이영(仁興君 李瑛)의 장남 낭선군 이우(朗善君 李俁)의 2남 성창군 이유(星昌君 李濡)를 후사(後嗣)로 삼았다.
경자(庚子) 1900년(광무 4) 고종황제 명으로 선조의 12남 인흥군 이영(仁興君 李瑛)의 9대손 이평응(李平應)이 봉사(奉祀)하게 하였다.

## 가족관계
- 아버지 : 익성군 이향령(益城君 李享齡)
- 어머니(계모) : 진주군부인 소씨(晋州郡夫人 蘇氏), 군수(郡守) 진주인(晋州人) 소수(蘇遂)의 딸.
  - 이복형 : 진산군 이순경(晋山君 李順慶, 1584년 - 1643년)
  - 이복형 : 진천군 이희경(晋川君 李喜慶, 1591년 - 1664년)
  - 이복형 : 진릉군 이태경(晋陵君 李泰慶, 1594년 - 1612년)
  - 이복형 : 진평부정 이승경(晋平副正 李承慶, 1598년 - 1658년)
  - 이복동생 : 이준경(李浚慶, 1600년 - ?년)
  - 이복동생 : 진계부정 이윤경(晋溪副正 李潤慶, 1604년(1602년) - 1648년)
  - 이복누나 : 이영순(李英順, 1582년 - ?년), 전주인(全州人) 최래길(崔來吉)에게 출가.
  - 이복누나 : 이축순(李丑順, 1589년 - ?년), 해주인(海州人) 정대영(鄭大榮)에게 출가.
  - 이복누나 : 이정순(李貞順, 1592년 - ?년), 평산인(平山人) 신상급(申尙伋)에게 출가.
  - 이복여동생 : 이무순(李戊順, 1608년 - ?년), 연안인(延安人) 이동형(李東馨)에게 출가.
- 어머니(생모) : 양녀(良女) 응례(應禮)
  - 동복동생 : 양산수 이인경(楊山守 李仁慶, 1604년 - 1675년)
  - 동복동생 : 양릉수 이의경(楊陵守 李義慶, ?년 - ?년)
- 아들(양자) : 성창군 이유(星昌君 李濡, 1688년 - 1745년), 선조의 12남 인흥군 이영(仁興君 李瑛)의 장남 낭선군 이우(朗善君 李俁)의 2남. 파양.
- 봉사손(奉嗣孫) : 이평응(李平應), 선조의 12남 인흥군 이영(仁興君 李瑛)의 9대손.